# Karatal
För andra betydelser, se Karatal (olika betydelser).
Karatal (kazakiska: Каратал) är en flod i Almatyprovinsen i Kazakstan och är näst efter Ili den största floden som fyller på Balchasjsjön. Karatals största biflod är Koksu. Då klimatet i regionen är av inlandstyp fryser Karatal till i december och tinar upp i mars. Vid floden ligger bland annat staden Taldikorgjan (Taldy-Kurgan).
Floden har sitt ursprung i bergskedjan Dzungariska Alatau nära den kinesiska gränsen. Den rinner genom flera stäpper, däribland Betpak-Dala och öknen Saryjesik-Atyrau innan den slutligen mynnar ut i Balchasjsjön.
Deltat floden bildar i Balchasjsjön är flera hundra meter brett och hemvist för bland annat malar och olika sjöfåglar. Användningen av floden för bevattningsändamål har dock gjort att det numera inte når fram så mycket vatten till sjön och flodmynningen har retirerat sex kilometer på 30 år.